# 1963年蘇聯民航圖-124涅瓦河迫降事故
1963年蘇聯民航圖-124涅瓦河迫降事故是1963年8月21日在蘇聯發生的飛機水上迫降事故，當時蘇聯民航莫斯科管理局的一架圖-124因燃料耗盡在涅瓦河迫降，機上52人無一傷亡。

## 事故經過
8月21日，註冊編號CCCP-45021的圖-124執行塔林飛往莫斯科的班機（航班號不詳），於當地時間8時55分從塔林機場起飛。這架1962年製造的圖-124由時年27歲的機長維克多·莫斯托沃伊駕駛。起飛之後，機組人員發現前起落架無法收起。，但因塔林機場有霧，無法返航，地面管制員只得指揮飛機迫降最近的列寧格勒普爾科沃機場。當地時間11時許，這架圖-124在列寧格勒上空約500米繞城飛行，以消耗燃油，防止迫降時起火。普爾科沃機場的地勤人員也做好了飛機迫降的準備，在跑道上覆蓋沙土。同時，機組人員試圖強行放下起落架。
飛機在列寧格勒上空盤旋8圈之後，1號引擎於12時10分因燃油耗盡而停止工作。管制員隨後准許飛機通過列寧格勒上空，但此後另一個引擎亦停止運作，機組人員只得試圖在300米寬的涅瓦河面迫降。
飛機滑翔通過波爾什歐克廷斯基大橋和亞歷山大·涅夫斯基大橋上空之後迫降在涅瓦河面，險些與一艘1898年製造的拖船相撞。隨後河水開始進入機艙，拖船船長擊破飛機的擋風玻璃，將纜線繫在操縱桿上，以將飛機拖至河岸。隨後，機上人員通過飛機頂部的安全門逃生，無人死亡。所有乘客也被轉移至塔林。

## 外部連結
- "Prepare to Ditch"（页面存档备份，存于）（取自Flight International雜誌，1964年8月13日，241頁）
- "Soviet Transports" series, also Ditch or crash-land? B.W. Townshend, 1965 (pp 47–49)
- 航空安全网上的事故资料